# Затылкин, Борис Васильевич
Борис Васильевич Затылкин — советский военный и государственный деятель, генерал-лейтенант.

## Биография
Родился в 1920 году в Кузнецке. Член КПСС.
Курсант, командир взвода и роты курсантов Ленинградского КВИУ им. А. А. Жданова.
Участник Великой Отечественной войны: заместитель командира 28омпмб по строевой части, командир 28омпмб
В 1946—1950 — слушатель ВИА им. В. В. Куйбышева.
В 1950—1957 — заместитель командира 11помп, командир 10исп, командир 11помп, заместитель начальника Управления заказов и инженерного вооружения УНИВ МО СССР.
В 1957—1966 — начальник Тюменского ВИУ.
В 1966—1983 — начальник Управления заказов и инженерного вооружения УНИВ МО СССР, заместитель НИВ МО СССР по вооружению.
Делегат XXII и XXIII съездов КПСС.
Умер в 1983 году в Москве.

## Награды
- Орден Красного Знамени
- Орден Отечественной войны II степени
- Орден Трудового Красного Знамени (дважды)
- Орден Красной Звезды (дважды)